# Запро Динев
Запро Георгиев Динев е български професионален футболист, който играе като полузащитник в Втора професионална футболна лига за Септември (Симитли). 

## Биография
Роден е на 25 септември 1999 г. в Петрич, България. Висок е 1,80 метра.

## Кариера
През 2016 – 2018 е в ОФК Беласица (Петрич). През 2019 минава в Ботев Пловдив. По-късно през същата година отива в Витоша Бистрица.